# Doriaella
Doriaella is een geslacht van rechtvleugeligen uit de familie Pyrgomorphidae. De wetenschappelijke naam van dit geslacht is voor het eerst geldig gepubliceerd in 1898 door Bolívar.

## Soorten
Het geslacht Doriaella omvat de volgende soorten:
- Doriaella cheesmanae Kevan, 1966
- Doriaella cinnabarina Bolívar, 1898